# Olmeus Charles
Olmeus Charles (ur. 16 lutego 1947) – haitański lekkoatleta, olimpijczyk.

## Życiorys
Uczestnik Letnich Igrzysk Olimpijskich 1976 w Montrealu. Wziął udział wyłącznie w biegu na 10 000 m. W eliminacjach uzyskał wynik 42:00,11, który był wyraźnie najsłabszym rezultatem wśród 39 sklasyfikowanych zawodników – do zwycięzcy eliminacji stracił niemal 14 minut, zaś do przedostatniego zawodnika prawie 8 minut i 30 sekund. Zgłoszony był również do biegu maratońskiego, jednak nie pojawił się na starcie zawodów.
Uważa się, że był członkiem tajnej haitańskiej policji Tonton Macoute. Prawdopodobnie nie był biegaczem – Jean-Claude Duvalier osobiście nominował członków haitańskiej reprezentacji na Letnie Igrzyska Olimpijskie 1972 i Letnie Igrzyska Olimpijskie 1976, wśród których byli głównie jego zaufani przyjaciele lub członkowie jego sił porządkowych. 
Rekord życiowy w biegu na 10 000 m – 42:00,11 (1976).